# Бассам Бейдас
Бассам Бейдас (нар. 26 грудня 1988) — колишній ліванський тенісист.
Найвищу одиночну позицію світового рейтингу — 499 місце досяг 21 травня 2012, парну — 694 місце — 30 липня 2007 року.

## Титули ITF Ф'ючерс

### Одиночний розряд: (1)
| Ранг | Дата     | Турнір            | Покриття | Суперник      | Рахунок       |
| ---- | -------- | ----------------- | -------- | ------------- | ------------- |
| 1.   | Тра 2011 | Марокко F2, Рабат | Ґрунт    | Так Хунн Ванґ | 4–6, 6–1, 6–2 |

### Парний розряд: (5)
| Ранг | Дата     | Турнір              | Покриття | Партнер                | Суперники                        | Рахунок             |
| ---- | -------- | ------------------- | -------- | ---------------------- | -------------------------------- | ------------------- |
| 1.   | Чер 2007 | Марокко F3, Кенітра | Ґрунт    | Махмуд-Баха Хамед      | Клеман Рекс Флор'ян Рене         | 2–6, 6–1, 7–5       |
| 2.   | Лип 2008 | Сирія F2, Дамаск    | Тверде   | Йоан-Александру Кожану | П'єрр-Людовік Дюкло Дмитро Сітак | 4–6, 7–5, [11–9]    |
| 3.   | Сер 2009 | Єгипет F12, Каїр    | Ґрунт    | Омар Альтманн          | Джуліо Торроні Михайло Васильєв  | 6–2, 6–3            |
| 4.   | Сер 2009 | Єгипет F13, Каїр    | Ґрунт    | Омар Альтманн          | Рамі Камаль Айта Мохамед Мусса   | 6–7(5), 6–1, [10–8] |
| 5.   | Жов 2011 | США F29, Найсвілл   | Ґрунт    | Роман Веґелі           | Гаррісон Адамс Шейн Вінсант      | 6–4, 6–0            |